# Preneopogon
Preneopogon là một chi bướm đêm thuộc họ Crambidae.

## Các loài
- Preneopogon barbata Warren, 1896
- Preneopogon catenalis (Wileman, 1911)
- Preneopogon progonialis (Hampson, 1898)